# Jean-Claude Veilhan
Pour les articles homonymes, voir Veilhan.
Jean-Claude Veilhan, né le 9 février 1940 à Nice, est un compositeur, flûtiste à bec et clarinettiste français.

## Biographie
Jean-Claude Veilhan étudie la clarinette au Conservatoire régional de Versailles et obtient une licence en musique de chambre à l'École Normale de Musique de Paris, en tant qu'élève de Jean Françaix. Il étudie également le jeu de la flûte à bec à l'aide de manuels historiques de musique baroque. Jean-Claude Veilhan enseigne la clarinette ancienne au conservatoire national supérieur de musique et de danse de Lyon et la flûte à bec au conservatoire municipal de Saint-Ouen.
Jean-Claude Veilhan s'est régulièrement produit avec différents ensembles, notamment sous la direction de Jean-Claude Malgoire comme membre de « La Grande Écurie et la Chambre du Roy » ou de Jean Maillet, entre autres en tant que soliste avec le chalumeau. Il joue également du cromorne français, un instrument de basse des années 1700, de la famille des instruments à anche.
Il a également fondé l'ensemble Trio di Bassetto avec Éric Lorho et Jean-Louis-Gauch jouant sur cor de basset. Le groupe a enregistré des pièces dédiées de  W.A. Mozart, Stadler, A. Salieri, F. Vanerovsky, J. Druzecky,  Domaschek et J. Haydn.

## Ouvrages (sélection)
(Tous édités chez Alphonse Leduc)
- Les règles de l'interprétation musicale à l'époque baroque, (1977, 101 p.) .
- Méthode rapide de flûte à bec.
- La Flûte à Bec - Enseignement complet en 3 parties.
- J'apprends la flûte à bec soprano.
- J'apprends la flûte à bec alto.
- (de) Die Musik des Barock und ihre Regeln, (1977).

## Livre
- Le cri du canard : être baroqueux aujourd'hui, Zurfluh, 1993, 207 p. (ISBN 9782877500326) .

## Discographie (sélection)
- Les Folies d'Espagne. (Arion)
- Molter: 6 Konzerte für Hohe D-Klarinette. (Label Pierre Verany)